# Odporność komórkowa
Odporność komórkowa – odporność, za którą odpowiedzialne są leukocyty obdarzone zdolnością do pochłaniania i wewnątrzkomórkowego trawienia lub usuwania ciał obcych.  Odporność, którą można przenieść od odpornego dawcy do nieodpornego biorcy za pomocą komórek, lecz nie za pomocą surowicy. Komórkami swoistej odporności nabytej są limfocyty T, komórkami nieswoistej odporności wrodzonej są granulocyty i makrofagi (PK).

Przeczytaj ostrzeżenie dotyczące informacji medycznych i pokrewnych zamieszczonych w Wikipedii.